# Patrick Kühl
Patrick Kühl (Güstrow, 26 marzo 1968) è un ex nuotatore tedesco.
Specializzato nei misti, ha vinto la medaglia d'argento nei 200 m misti alle Olimpiadi di Seoul 1988.

## Palmarès
- Olimpiadi
  - Seoul 1988: argento nei 200 m misti.

- Europei
  - 1987 - Strasburgo: bronzo nei 400 m misti.
  - 1989 - Bonn: argento nei 400 m misti.
  - 1991 - Atene: argento nei 400 m misti.